# はじまりのシーン
「はじまりのシーン」は、日本のバンド・フラワーカンパニーズの17枚目のシングル。

## 解説
- 前作より約1年半ぶりのリリース。
- ライブ会場・通販限定販売。

## 収録曲
1. はじまりのシーン
2. はぐれ者讃歌
3. 友達100万人
アルバム未収録。

## 収録アルバム
- 脳内百景（#1, #2）
- BEST FLOWER 〜Trash Years〜（#1, #2）
- LIVE TRASH, RARE TRASH（#2）　ライブバージョンでの収録。
- フラカン入門（#2）